# Phare de Stavenes
Le phare de Stavenes (en norvégien : Stavenes fyr)  est un phare côtier de la commune de Averøy, dans le Comté de Møre og Romsdal (Norvège). Il est géré par l'administration côtière norvégienne (en norvégien : Kystverket).
Le phare est classé patrimoine culturel par le Riksantikvaren depuis 2017.

## Histoire
Le phare se trouve sur la péninsule de Stavneset, sur la côte nord-est de l'île Averøya. Le phare a été construit pour marquer l'entrée du fjord, près du port de la ville de Kristiansund, à quelques kilomètres de là.
Le premier phare a été construit en 1842 et a été reconstruit en 1894. Le phare a été automatisé en 1976. La lumière brûle du 16 juillet au 21 mai de chaque année, mais elle ne fonctionne pas en été à cause du soleil de minuit.
Le site est ouvert et un café y est ouvert tous les dimanches pendant l'été. Il est accessible par des sentiers de randonnée mis en place par l'association Stavenests Venner  qui restaure la station.

## Description
Le phare  est une tour carrée à claire-voie de 8 mètres de haut, avec une terrasse et lanterne, à côté de deux petits bâtiments. L'édifice est peint en blanc et la lanterne est rouge. Son feu à occultations émet, à une hauteur focale de 22 mètres, trois groupes d'éclat blanc, rouge et vert selon différents secteurs toutes les 10 secondes. Sa portée nominale est de 14.3 milles nautiques (environ 26.5 km) pour le feu blanc, environ 13 pour le feu rouge et 11 pour le feu vert.
Identifiant : ARLHS : NOR-224 ; NF-3780 - Amirauté : L1028 - NGA : 6676 .
|                 |
| Le phare (2011) |

### Lien connexe
- Liste des phares de Norvège